# Steffen Rein
Steffen Rein, nacido el 27 de septiembre de 1968 en Halle, es un ciclista alemán que fue profesional de 1996 a 1997. Tras su retirada, fue director deportivo del conjunto Team Wiesenhof.

## Palmarés
| 1987 - 1 etapa de la Vuelta a Túnez. 1988 - Tour de Argelia 1989 - Gran Premio Ciclista de Gemenc - Tour de Thuringe - 1 etapa de la Vuelta a Eslovaquia. - 1 etapa de la Vuelta a Cuba. - 1 etapa del Tour de RDA. - Tour de la Hainleite 1990 - 1 etapa de la Vuelta a Sajonia. - 1 etapa de la Carrera de la Paz. 1991 - 1 etapa del Tour de Vaucluse. | 1992 - Gran Premio de Lugano 1993 - Tour de Nuremberg - 1 etapa de la Vuelta a Sajonia. 1994 - GP Buchholz 1995 - 1 etapa de la Vuelta a la Baja Sajonia. 1996 - 1 etapa del Tour de Normandía. 1997 - 1 etapa de la Vuelta a la Baja Sajonia. |